# Bellatorias
Bellatorias – rodzaj jaszczurek z podrodziny Egerniinae w rodzinie scynkowatych (Scincidae).

## Zasięg występowania
Rodzaj obejmuje gatunki występujące w Australii i na Nowej Gwinei.  

## Systematyka

### Etymologia
Bellatorias: łac. bellatorius „wojowniczy”, od bellator, bellatoris „wojownik”, od bellare „prowadzić wojnę”, od bellum, belli „wojna”.

### Podział systematyczny
Do rodzaju należą następujące gatunki:
- Bellatorias frerei
- Bellatorias major
- Bellatorias obiri